# Ly Taher Dravé
Ly Taher Dravé, née en 1972, est une femme politique et experte-comptable malienne. Elle est notamment ministre de l'Élevage et de la Pêche en 2017.

## Jeunesse et formation
Ly Taher Dravé obtient un diplôme universitaire d'études comptables et une maîtrise en option gestion comptable en 1996 à l'Institut des hautes études commerciales de Carthage et un diplôme d'études comptables et financières à l'Institut national des techniques économiques et comptables en 2004.

## Carrière professionnelle
Elle est experte comptable dans plusieurs pays[Lesquels ?].[Quand ?]

## Carrière politique
Elle est ministre de l'Élevage et de la Pêche du 11 avril 2017 au 31 décembre 2017.

## Distinctions
Elle est chevalier de l'ordre national du Mali en 2017.